# Сурмет
Сурмет — река в России, протекает по Абдулинскому району Оренбургской области. Длина реки составляет 33 км, площадь водосборного бассейна — 165 км².
Начинается в берёзовом массиве, носящем название лес Заказной. Течёт в юго-восточном направлении через сёла Малый Сурмет, Большой Сурмет, Зоровка, Захаркино и Артемьевка. Устье реки находится в 20 км по левому берегу реки Тирис на высоте 165,9 метра над уровнем моря.
В 7 км от устья, по правому берегу, впадает река Булатовка.

## Данные водного реестра
По данным государственного водного реестра России относится к Камскому бассейновому округу, водохозяйственный участок реки — Ик от истока и до устья, речной подбассейн реки — бассейны притоков Камы до впадения Белой. Речной бассейн реки — Кама.
Код объекта в государственном водном реестре — 10010101312111100027728.